# Indirecto Records
Indirecto Records är ett skivbolag skapat av medlemmarna i bandet Medeski, Martin & Wood. Skivbolaget håller till i Brooklyn, New York. Det första albumet som gavs ut av Indirecto var Farmer's Reserve av Medeski, Martin & Wood år 1997.